# Elchanan Heln
Elchanan Heln (auch: Elchanan Bar Abraham) war ein jiddischer Dichter des 17. Jahrhunderts.
Seine ca. 1648 veröffentlichte Megiles Winz ("Vinzenz-Rolle"), zur Gattung der geschichtlichen Lieder gehörig, beschreibt in jiddischer Sprache die Leiden der Juden von Frankfurt während der von Winz (= Vinzenz) Fettmilch angestifteten Unruhen.